# Diastylis sculpta
Diastylis sculpta is een zeekommasoort uit de familie van de Diastylidae. De wetenschappelijke naam van de soort werd in 1871 voor het eerst geldig gepubliceerd door Georg Ossian Sars.